# Plaque d'immatriculation belge
 (août 2024).
Si vous disposez d'ouvrages ou d'articles de référence ou si vous connaissez des sites web de qualité traitant du thème abordé ici, merci de compléter l'article en donnant les références utiles à sa vérifiabilité et en les liant à la section « Notes et références ».

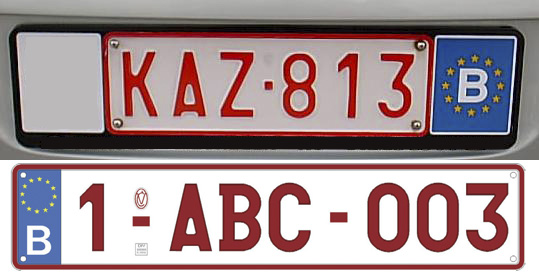
Plaques d'immatriculation belges

Les plaques d'immatriculation en Belgique sont assignées à une personne physique ou à une personne morale (entreprise).

## Description
Les plaques d'immatriculation belges, longtemps uniques en Europe par leur petite taille, ont été adaptées depuis le 16 novembre 2010 au format plus large de type européen et affichent une Eurobande bleue. Elles présentent 6 ou 7 caractères rouge foncé sur fond blanc (1-ABC-123).
Par la couleur rouge foncé (RAL 3003), ces plaques gardent une singularité : elles sont les seules en Europe à ne pas présenter des caractères de couleur noire.
La plaque d'immatriculation arrière est fournie par l'État, elle est toujours métallique et marquée d'un poinçon en forme de lion. Tandis que celle à l'avant doit être achetée chez un garagiste ou détaillant par le propriétaire. Celle-ci doit être identique (carrée ou rectangulaire) à celle à l'arrière. Elle doit respecter les normes européennes concernant l'immatriculation (interdiction de plaques avec auto-collants ou de plaques découpées dans la masse : la plaque avant au format européen doit, pour toute nouvelle immatriculation depuis le 16 novembre 2010, être aussi tamponnée (en relief)).
Les plaques d’immatriculation belges sont attribuées non pas à un véhicule, mais à une personne physique ou à une société. Une personne qui change de véhicule peut transférer son numéro au nouveau véhicule (pour autant bien sûr que l'ancien numéro d'immatriculation soit applicable au nouveau véhicule). L'ancien numéro peut toutefois être radié, auquel cas un nouveau numéro sera attribué.
Les anciennes plaques sans logo européen sont progressivement remplacées, au fur et à mesure des nouvelles demandes d'immatriculation, depuis le 16 novembre 2010, sauf pour les plaques personnalisées, ou par une demande payante de conversion d'une plaque ancienne à 6 ou 5 caractères en plaque personnalisée (son coût est de 1 000 euros).
La plaque arrière était jadis souvent attachée sur un porte plaque qui affiche une lettre B et une publicité pour le concessionnaire automobile ou parfois ornée d'un drapeau européen.
Les nouvelles plaques au format européen (deux formats restent possibles : rectangulaire ou carré) sont de couleur rubis type RAL.3003 sur fond blanc. Il y a 7 caractères au lieu de 6, séparés par des tirets et non plus par des points, et le drapeau européen ainsi que le B y figurent, sur fond bleu, à gauche de la plaque.

## Évolution des formats et couleurs
- 1899 à 1911 : Premières plaques avec des lettres noires sur un fond blanc.
- 1911 à 1919 : Numéros blancs sur plaque noire. Comme maintenant, seule la plaque arrière était fournie par l'État.
- 1919 à 1925 : Numéros blancs sur plaque bleue.
- 1925 à 1928 : Lettre blanche sur fond rouge suivie de chiffres.

### Fond blanc et caractères rouges
- 1928 à 1951 : Chiffres rouges sur fond blanc.
- 1951 à 1961 : 1 lettre, 4 chiffres (dispositions possibles : A.1234, 1.A.234, 12.A.34, 123.A.4, 1234.A)
- 1962 à 1971 : 2 lettres, 3 chiffres (dispositions possibles : AB.123, 1.AB.23, 12.AB.3, 123.AB)
- 1971 à 1973 : 1 lettre, 3 chiffres, 1 lettre (A.123.B)
- 1973 : 100 000 plaques jaune et noir sont fabriquées mais détruites sans jamais avoir été mises en circulation (AAA-001)
- 1973 à 2008 : 3 lettres, 3 chiffres (AAA-123)
- 2008[1] à 2010 (10 novembre)[2] : 3 chiffres, 3 lettres (123-AAA), jusqu'à 999-CFQ.

### Fond blanc et caractères rouge-rubis foncé
Depuis le 16 novembre 2010,, : rubis (rouge foncé) sur fond blanc, un chiffre-indice + 3 lettres + 3 chiffres (1-AAA-001).
Depuis la fin janvier 2021, le chiffre-indice est passé à 2:  (2-AAA-001).
Les plaques personnalisées et les anciennes plaques (plaque familiale, plaque historique à laquelle on est attaché) pouvaient à la demande être converties au nouveau format, mais avec l'ajout d'un 9 - en première position pour former la nouvelle composition (exemple ATH-001 deviendrait 9-ATH-001).
Depuis 2018, le préfixe 9 n'est plus nécessaire.

## Variantes en circulation

### Visualisation de la situation actuelle
|                                            | Véhicules standards                                  | Taxis                           | Location de voiture avec chauffeur | Corps diplomatique | Motos                                      | Scooters / Microcars | Oldtimers    | Véhicules agricoles | Plaques temporaires                                         | Plaques export                                              |
| ------------------------------------------ | ---------------------------------------------------- | ------------------------------- | ---------------------------------- | ------------------ | ------------------------------------------ | -------------------- | ------------ | ------------------- | ----------------------------------------------------------- | ----------------------------------------------------------- |
|                                            | ch. = chiffre(s); l. = lettre(s)                     |                                 |                                    |                    |                                            |                      |              |                     |                                                             |                                                             |
| Plaque ordinaire (52×11 cm)                | - 3 ch.                                              | - T-X - 2 l. - 3 ch. OU - 3 ch. | - 3 ch.                            | - 3 ch.            |                                            |                      | - 3 ch.      | - 3 ch.             | - 3 l.                                                      | - 3 l.                                                      |
| Plaque dite "carrée" (34×21 cm)            | - 3 ch.                                              | - 3 ch.                         | - 3 ch.                            | - 3 ch.            |                                            |                      | - 3 ch.      | - 3 ch.             |                                                             |                                                             |
| Plaque petit format (21×14 cm)             | - 3 ch.                                              | - 3 ch.                         | - 3 ch.                            | - 3 ch.            |                                            |                      | - 3 ch.      | - 3 ch.             |                                                             |                                                             |
| Plaque micro format (10×12 cm)             |                                                      |                                 |                                    |                    |                                            | - 3 ch.              |              |                     |                                                             |                                                             |
| Plaque moto (21×14 cm)                     |                                                      |                                 |                                    | - 3 ch.            | - ch. indice - M - 2 l. - 3 ch. OU - 3 ch. |                      | - 3 ch.      |                     | - WM - millésimme en 2 ch. - 3 l.; scooter : S au lieu de M | - XM - millésimme en 2 ch. - 3 l.; scooter : S au lieu de M |
| Plaque remorque (52×11 cm)                 | - 3 ch.                                              |                                 |                                    |                    |                                            |                      | - 3 ch.      |                     | - 3 l.                                                      | - 3 l.                                                      |
| Plaque remorque dite « carrée » (34×21 cm) | - 3 ch.                                              |                                 |                                    |                    |                                            |                      | - 3 ch.      |                     |                                                             |                                                             |
| Plaque remorque petit format (21×14 cm)    | - 3 ch.                                              |                                 |                                    |                    |                                            |                      | O-QZ - 3 ch. |                     |                                                             |                                                             |
| Plaque garage                              | - ch. indice - Z - 2 l. - 3 ch.; remorque : - 3 ch.  |                                 |                                    |                    |                                            |                      |              |                     |                                                             |                                                             |
| Idem « carrée »                            | - ch. indice - ZR - 1 l. - 3 ch.; remorque : - 3 ch. |                                 |                                    |                    | - 3 ch.                                    | S-Z - 3 ch.          |              |                     |                                                             |                                                             |
| Plaque essai / importateur                 | - ch. indice - ZZ - 1 l. - 3 ch.; remorque : - 3 ch. |                                 |                                    |                    |                                            |                      |              |                     |                                                             |                                                             |
| Idem « carrée »                            | - ch. indice - ZX - 1 l. - 3 ch.; remorque : - 3 ch. |                                 |                                    |                    | - 3 ch.                                    | - 3 ch.              |              |                     |                                                             |                                                             |

### Plaques «standard» ancien format
Les plaques d'immatriculation émises jusqu'en novembre 2010 sont à caractères rouges sur fond blanc, et mesurent 325 mm sur 105 mm (plus petit que les autres États européens).
Les dernières versions de ces plaques « ancien format » comportent des combinaisons de trois lettres et de trois chiffres : AAA-111 ou 222-BBB.
Les motocyclettes mues par un moteur de plus de 50 cm3 ont une plaque jaune avec des lettres et chiffres noirs. La première lettre est M. Depuis le 2 juin 2006, la première lettre des nouvelles immatriculations est W. Ces plaques ont une forme presque carrée, avec les trois lettres sur la première ligne et les trois chiffres sur la seconde.
Les motos mues par un moteur de moins de 50 cm3 et qui ne dépassent pas 45 km/h n'ont pas de plaque et sont appelées cyclomoteurs.
Certaines plaques commencent uniquement et obligatoirement par les lettres suivantes :
- M et W : pour les motos, fond jaune avec chiffres et lettres noirs.
- O : pour les véhicules ANCÊTRES, fond blanc avec chiffres et lettres rouges.
- U et Q : pour les remorques, fond blanc avec chiffres et lettres rouges en U, fond blanc avec chiffres et lettres noir en Q.
- CD : pour les véhicules de corps diplomatique, lettres CD en vert fond blanc avec chiffres et lettres rouges.
- Z : pour les plaques MARCHAND, fond blanc avec chiffres et lettres vert.
- ZZ : pour les plaques ESSAI, fond blanc avec chiffres et lettres vert

les plaques EUR, EURO, OTAN et SHAPE, fond blanc avec chiffres et lettres bleu, ou que chiffres bleu
Il a également existé entre 1954 et 1963 des plaques d'immatriculations distinctes pour les motos, qui étaient blanches sur fond bleu foncé et commençant toujours par les lettres E, G, L, M ou P et dont les immatriculations étaient similaires à celles des plaques des véhicules (exemple : 248.EC, 8.GT13, 18.PE1 ou MY.553). Après la suppression progressive de ces plaques, les immatriculations commençant en deux lettres et trois chiffres (exemple: PE.001) ont été réutilisées comme immatriculations personnalisées de 2001 à 2010.
Jusqu'en 2000, les immatriculations composées de trois lettres suivies de trois chiffres (ex : ABC-123) ne comprenaient pas les lettres suivantes : I, M, O, Q, W. Elles ont été introduites par la suite afin d'augmenter le nombre de possibilités (outre leur utilisation pour les significations spéciales décrites ci-dessus).
Pour une raison mystérieuse, la série qui était en cours a été interrompue dans le courant de l'année 2000[Quand ?] à hauteur de l'immatriculation SRZ-999 afin d'intégrer ces cinq nouvelles lettres. À partir de cette date, une nouvelle série a recommencé au début de l'alphabet avec la particularité que toutes les nouvelles immatriculations comportaient automatiquement au moins un de ces cinq nouveaux caractères. La première immatriculation de la nouvelle série fut donc AAI-001.
Lorsque fut atteinte l'immatriculation SRW-999, dernière immatriculation avec une nouvelle lettre avant la fin SRZ-999 de l'ancienne série, la distribution reprit son cours normal (à partir de la plaque SSA-001) en incluant maintenant toutes les lettres de l'alphabet.
Remarques : 
- La lettre O est uniquement utilisée en première position (pour les véhicules ANCÊTRES) sauf sur les plaques personnalisées où elle peut figurer à toutes les places.
- La lettre I n'a pas été utilisée en première position. La série allant de IAA-001 à IZZ-999 n'a pas été distribuée.
- Les combinaisons représentant le sigle d'un parti politique (ex : CDH, VLD) ou formant certains mots (ex : CUL) n'ont pas été distribuées.

La dernière plaque de ce type fut fabriquée le vendredi 17 septembre 2010, à savoir 999-CFQ.

### Plaques «standard» au format européen
Depuis le 16 novembre 2010, la Belgique équipe ses véhicules de plaques d'immatriculation aux dimensions européennes avec le drapeau européen, selon le règlement européen sur l'Eurobande déjà en vigueur dans l'ensemble des États membres de l'Union européenne. Celles-ci sont composées de la lettre B en bleu avec à droite de celle-ci 7 chiffres et lettres séparés par des tirets (1-AAA-001 puis 2-AAA-001 dès fin janvier 2021) (rouge foncé, rubis-bordeaux, type RAL 3003 (décision du Conseil des Ministres du 20 juillet 2010) sur fond blanc.
Les plaques sont disponibles, au choix, en format rectangulaire ou carré. Des plaques carrées plus petites sont fabriquées pour les deux-roues (également possible pour les autres véhicules après accord préalable du contrôle technique).
Le modèle de numérotation est le suivant : 1 chiffre-indice + 3 lettres + 3 chiffres. L'indice a la signification suivante:
- indices 1 à 7 : plaques standard (1-AAA-001 à 7-YZZ-999).
- indice 8 (8-AAA-001 à 8-YZZ-999) : plaques internationales pour tous les fonctionnaires européens et les employés des institutions internationales situées en Belgique (elles remplaceront les plaques EUR, EURO, OTAN et SHAPE), en cours de suppression depuis le 7 octobre 2014

L'indice 9 fut supprimé le 31 mars 2014, il s'agissait de plaques personnalisées de 6 ou 7 caractères, par exemple 9-FER-348 ou 9-B-1234 ou 9-001-OOP pour un coût de 1000 €[réf. souhaitée].
Comme précédemment, les plaques commençant par M, O, Q, TX, U, W et Z dans toutes les séries resteront réservées :
- O : véhicules historiques anciens (ancêtres), rouge foncé sur fond blanc
- M, W : motos, rouge foncé sur fond blanc (et non plus noir sur fond jaune comme auparavant)
- Q, U : remorques et caravanes, rouge foncé sur fond blanc (et non plus noir sur fond blanc comme auparavant)
- TX : taxis véhicules de location avec chauffeur (pour ces derniers : TXL, puis TXR et TXV), rouge foncé sur fond blanc
- Z : garagistes et revendeurs automobiles, chiffres verts sur fond blanc.

Indépendamment du système précédent, certaines séries sont réservées selon le format de la plaque. La deuxième lettre d'une plaque ordinaire, remorque ou historique (et la première lettre après CD d'une plaque diplomatique) est ainsi:
- Y pour les plaques carrées (ex : 1-AYB-001 pour une voiture, 1-OYA-001 pour un old timer, CD-YA-001 pour une plaque diplomatique)
- Z pour les plaques de petit format (ex : 1-AZA-001 pour une voiture)[11].

Aux débuts du système, tout ou partie de la série 1-AYA a été fabriquée par erreur au format standard.
Le lien entre format de plaque et série Y et Z semble[évasif] avoir été abandonné[réf. nécessaire] à partir de 1-EYA et 1-EZA.
Depuis février 2014, la lettre O ne figure plus dans aucune série normale, et dès mai 2014 les lettres I, M, Q et W sont exclues des séries normales. Les lettres M, Q et W sont réintroduites avec la série 1-TAA-001 (septembre 2017).
Toutefois les lettres M, O, Q et W sont encore autorisées en indice de série (voir supra) et dans les combinaisons personnalisées.
L'indice de début de plaque est passé du chiffre 1 à 2 dans l'après-midi du mercredi 27 janvier 2021; actuellement pour une quinzaine d'années, toutes les plaques normales commenceront donc par le chiffre distinctif 2 sauf pour les véhicules disposant d'une plaque spéciale pour leur catégorie distincte.

### Changements à partir de juin 2013 et d'octobre 2014
Depuis le 1er juin 2013, une réorganisation des types de plaques est entrée en service progressivement. Ce nouveau système a été imaginé par le responsable de l'immatriculation des véhicules au sein du Cabinet du Secrétaire d'État à la Mobilité, Philippe Touwaide (Capitole), et est connu sous le nom du « plan Touwaide » :
Le 1er juin 2013, plaque spécifique aux tracteurs agricoles commençant par la lettre G (Moniteur belge du 22 mai 2013), plaque unique qui est inversée pour les couleurs, fond rouge RAL 3020 et lettres blanches, G-LAA-001, où le G désigne la catégorie de la plaque (tracteurs) et le L leur utilisation (Landbouw/Agriculture).
Depuis le 31 mars 2014, l'indice S est attribué aux cyclomoteurs circulant à moins de 45 km/h :
- S : cyclomoteurs (S-AAA-001 pour cyclomoteurs de classe A et S-BAA-001 pour cyclomoteurs de classe B et S-UAA-001 pour les véhicules sans permis). Au 1er octobre 2016, on y ajoute S-PAA-001 pour les speed pedelecs, vélos électriques dont la vitesse maximale est entre 25 et 40 km/h. Ces plaques sont au format plus petit de 10 × 12 cm[12].

Depuis le 7 octobre 2014, les indices suivants ont été mis en service progressivement :
- M : motocyclettes  (plaque M-AAA-001)
- Q : remorques (Q-AAA-001)
- O : Oldtimer (O-AAA-001, avec identification des types d'ancêtres en fonction de la catégorie de la seconde lettre)
- T : taxis (T-XAA-001 pour les taxis, et T-LAA-001 pour les taxis limousines)

Le 2 mai 2016, ce seront les plaques suivantes qui seront mises en service : 
- W : plaque temporaire semestrielle pour les personnes en transit WORLD, fond rouge RAL 3020 (WA-17-ABC) 17 = 2017
- X : plaque temporaire mensuelle pour l'exportation EXPORT, fond rouge RAL 3020 (XA-16-ABC) 16 = 2016

Le 1er janvier 2021, ce seront les plaques professionnelles sont réformées avec un vert British Racing et des indices, les plaques suivantes qui sont mises en service :
- UA-21-AAA : plaque universelle de dépannage à durée limitée pour ré-immatriculer un véhicule
- V-AAA-001 : plaque professionnelle pour les carrossiers et réparateurs
- Y-AAA-001 : plaque professionnelle de vérification technique annuelle, caractères vert British Racing
- Z-AAA-001 : plaque professionnelle de démonstration commerciale annuelle, caractères vert British Racing

### Diplomates et membres du personnel administratif et technique d'ambassades
Ancien format :

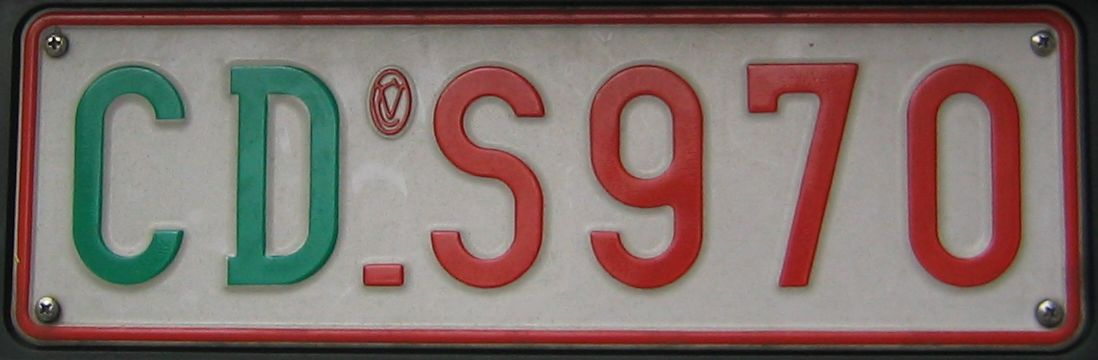
Véhicule diplomatique.

Les premières lettres (CD) sont vertes, suivies d'un point (.) et 4 signes rouges, dans l'une des combinaisons suivantes (présentées par ordre chronologique d'émission) :
- quatre chiffres (CD.1234)
- une lettre et trois chiffres (CD.A123)
- trois chiffres et une lettre (CD.123 A) (à partir de 2008).

Format actuel (depuis novembre 2010) : 
La numérotation des plaques diplomatiques suit le modèle CD-AB123, en rubis sur fond blanc (l'usage du vert est abandonné), depuis avril 2014 tous les groupes de lettres seront séparés par des tirets : CD-AB-123

### Famille royale et dignitaires de la cour
La plaque ne comporte que des chiffres, du même format qu'une plaque standard. Les voitures utilisées par le Roi ou la Reine utilisent souvent de petits chiffres (de 1 à 10). Les voitures utilisées par les autres membres de la famille royale ont deux chiffres entre 11 et 99.
Habituellement, le Roi utilise les immatriculations 1, 2 ou 7 pour les déplacements officiels.
Lors des cérémonies de sa prestation de serment le 21 juillet 2013, le Roi Philippe a utilisé la plaque « 1 » le matin sur une Mercedes 600 Pullman Landaulet, et après-midi sur une Mercedes S 350. Lors du passage en revue des troupes composant le défilé, c'était la plaque « 1 » Militaire apposée sur un Iveco. Une autre Mercedes 600 Pullman, non découvrable, restée en réserve disposait de la plaque 4. Depuis le 6 février 2020, la plaque 1 est apposée sur une Mercedes Hybride.
Autres plaques de la Famille royale[Quand ?]:
- 15 :  Roi Albert II sur une Mercedes S 500
- 20 à 40 : voiture de fonction
- 41 à 45 : famille royale
- 55 : chef de la Maison Militaire du Roi (Škoda noire)

### Ministres et Parlementaires
Cette plaque consiste en 1 lettre (A, E ou P) suivie par 1 à 3 chiffres.
Ce mode de numérotation n'a pas été modifié en 2010 (mais les plaques sont désormais au format européen).
La première lettre est A pour :
- les membres du gouvernement fédéral (la plaque A.2 est utilisée par le Premier Ministre[13]),
- les ministres d'État, à partir d'A.26
- le Président de la Chambre des représentants, A.1
- certains hauts magistrats, A.100
- les gouverneurs de province, A.130
- quelques autres hauts responsables de l'État,
- les hauts responsables des organes de culte reconnus (y compris la laïcité).

La première lettre est P pour :
- le Président et les membres du Sénat, P.1 pour le président du Sénat et chiffres impairs entre P.7 et P.199
- les membres de la Chambre des représentants (P. 8 à P. 200, chiffres pairs et tous les numéros entre P. 201 à P. 300)
- les présidents et membres des parlements régionaux (Flandre, Wallonie, Bruxelles), à partir de P.300
- le président et les membres du Parlement de la Communauté germanophone,
- les membres belges du Parlement européen (P. 700)
- les véhicules des services automobiles officiels de la Chambre et du Sénat.

La première lettre est E pour les présidents, membres ou services des exécutifs régionaux et communautaires.
Des plaques au format réduit moto sont réalisées pour les cyclomoteurs et motocyclettes des Ministres et Parlementaires dans les séries A.301 et A.401 ainsi que P.801 et P.901.

### Militaires
Celles-ci sont constituées d'un fond de plaque blanche avec des lettres noires et un drapeau belge situé à gauche.
Les employés du quartier général de l'OTAN utilisaient anciennement une plaque rouge avec lettres blanches (SB) suivie d'un numéro. Les nouvelles plaques de tous les fonctionnaires internationaux commencent spécifiquement par 8.
Le Roi utilise en tant que commandant en chef des forces armées, la plaque militaire 1.

### Remorques

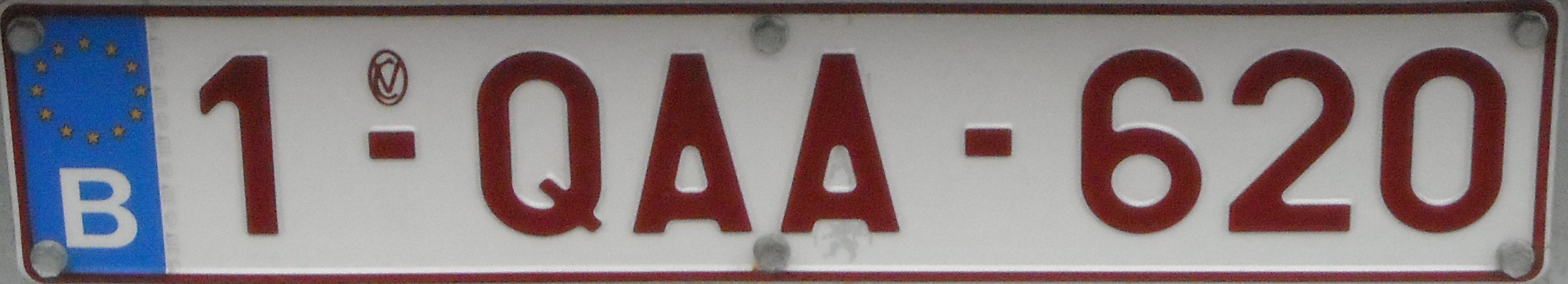
Plaque de remorque actuelle

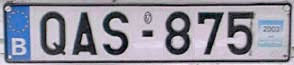
Ancienne plaque de remorque

Les plaques de remorques commençaient initialement toujours par la lettre U. Pour une raison inconnue, cette série a été interrompue à UVH-999 pour démarrer à QAA-001.
Format et couleurs ont évolué dans le temps:
- Petit format avec caractères rouges sur fond blanc, commençant toujours par la lettre U.
- Format européen avec caractères noirs sur fond blanc, commençant aussi bien par la lettre Q que la lettre U. De plus, elles portent le drapeau européen du côté gauche de la plaque. Toutefois, l'ancienne version (caractères rouges) est encore largement répandue.

À partir du 16 novembre 2010, le format européen avec caractères rouge foncé sur fond blanc est utilisé. Comme sur les plaques standard, un chiffre-indice est ajouté en première position (devant Q ou U). Les remorques ancêtres ne sont pas immatriculées dans cette série. La dernière immatriculation attribuée dans l'ancien système est QLD-301 le 15 octobre 2010.
Le 7 octobre 2014, la série avec chiffre-indice fut supprimée et remplacée par la lettre Q suivie de trois lettres puis trois chiffres, libérant ainsi l'indice. La série avec chiffre indice et la lettre U ne fut quant à elle jamais attribuée pour les remorques et a été intégrée dans la série d'immatriculation des voitures.
Les dernières immatriculations attribuées pour l'indice 1-Q ont été  : 1-QFJ-391, 1-QYD-313 (plaque carrée), 1-QZA-461 (petite plaque).

### Ancêtres
Les plaques pour voitures dites ancêtres commencent toujours par la lettre O (pour oldtimer) et existaient en petit format.
À partir du 16 novembre 2010, le format européen avec caractères rouge foncé sur fond blanc est utilisé. Comme sur les plaques standard, un chiffre-indice est ajouté en première position (devant O). La dernière immatriculation attribuée dans l'ancien système est OCV-155 le 10 novembre 2010.
Le 7 octobre 2014, la série avec chiffre-indice fut supprimée et remplacée par la lettre O suivie de trois lettres puis trois chiffres.
Les dernières immatriculations attribuées pour l'indice 1-O ont été  : 1-OBX-098, 1-OQA-058 (remorques), 1-OYK-609 (plaque carrée), 1-OZH-461 (petite plaque).

### Taxis
Les plaques pour voitures à usage de taxi commencent toujours par les lettres TX et existaient en petit format.
À partir du 16 novembre 2010, le format européen avec caractères rouge foncé sur fond blanc est utilisé. Comme sur les plaques standard, un chiffre-indice est ajouté en première position (devant TX). La dernière immatriculation attribuée dans l'ancien système est TXH-628 le 21 octobre 2010.
Cette nouvelle série au format européen est attribuée comme suit :
- TXA et suivantes : voitures à usage de taxi (sauf les séries indiquées ci dessous)
- TXH : voitures de location avec chauffeur (plaque carrée)
- TXL : voitures de location avec chauffeur
- TXR : voitures de location avec chauffeur
- TXV : voitures de location avec chauffeur (petite plaque)
- TXY : voitures à usage de taxi (plaque carrée)
- TXZ : voitures à usage de taxi (petite plaque
La série TXL ayant rapidement été épuisée, la série TXR a par la suite été attribuée. Arrivée à 1-TXR-999, l'immatriculation suivante fut 2-TXL-001, cette série fut la première ayant atteint le chiffre indice 2.
Le 7 octobre 2014, la série avec chiffre-indice fut supprimée et remplacée par la lettre T suivie de trois lettres puis trois chiffres : T-L pour les voitures de location avec chauffeur (T-LY pour les voitures de location avec chauffeur ayant une plaque carrée et T-LZ pour celles ayant une petite plaque) et T-X pour les taxis (T-XY pour les voitures à usage de taxi avec plaque carrée et T-XZ pour celles ayant une petite plaque).
Les dernières immatriculations attribuées pour l'indice TX ont été  : 1-TXF-234, 1-TXH-036, 2-TXL-881, 1-TXV-067, 1-TXY-008, 1-TXZ-013.
Les séries non émises dans les immatriculations des taxis n'ont pas été réattribuées : après 1-TWZ-999, ce fut l'immatriculation 1-UAA-001 qui fut attribuée. Il est probable que les séries TYA à TZZ étaient également prévues initialement pour les taxis après attribution du 1-TXX-999, ce qui expliquerait pourquoi elles n'ont pas été attribuées dans les immatriculations normales.

### Temporaires pour personnes en transit et export
Les immatriculations temporaires pour les personnes en transit ou pour les véhicules destinés à l'export ont une plaque rouge avec lettres blanches.
Initialement à quatre puis à cinq chiffres, ces immatriculations disposaient et ont débuté à 011000 pour les voitures et 990001 pour les motos et disposaient d'une étiquette bleue pour les personnes en transit, ou d'une étiquette rouge, moins courante, pour les véhicules destinés à l'export. L'année d'émission de l'immatriculation était embossée sur la plaque. Pour une raison inconnue, les immatriculations de 097598 à 103999, de 197000 à 200000, de 236600 à 300000, 990000 et 991000 n'ont pas été attribuées.
À partir du 16 novembre 2010, le format européen avec caractères rouge foncé sur fond blanc est utilisé. Comme sur les plaques standard, un chiffre-indice est ajouté en première position mais elles conservent leur particularité de n'avoir que des chiffres, débutant à 1-000001 sans distinction du véhicule. Les dernières immatriculations attribuées dans l'ancien système ont été 699418 et 992786.
Le 2 mai 2016, la série avec chiffre-indice fut supprimée et remplacée par un système distinct de celui qui existe pour les autres plaques d'immatriculation, comportant une série spécifique, l'année d'émission ou de validation de l'immatriculation, et trois lettres séquentielles :
WA : immatriculation temporaire des voitures pour les personnes en transit (World) 
WM : immatriculation temporaire des motos pour les personnes en transit (World) 
WQ : immatriculation temporaire des remorques pour les personnes en transit (World) 
XA : immatriculation temporaire des voitures destinées à l'exportation
XM : immatriculation temporaire des motos destinées à l'exportation
XQ : immatriculation temporaire des remorques destinées à l'exportation
La dernière immatriculation attribuée pour le chiffre-indice a été   le 1-057002.

### OTAN

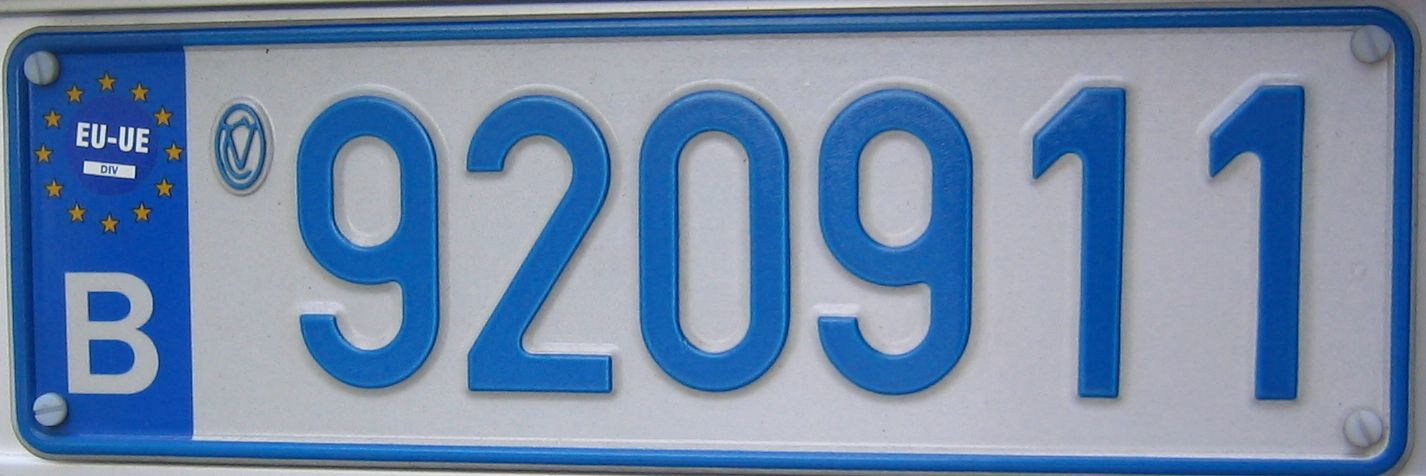
Plaques OTAN

Plaques attribuées au personnel (non Belge) de l'OTAN et des autres organisations internationales.
Plaques attribuées particulièrement au personnel du Grand Quartier général des puissances alliées en Europe partie internationale. Il existait deux séries différentes : les immatriculations débutaient à 900000 pour les voitures et à 980000 pour les motos.
À partir du 16 novembre 2010, l'usage du bleu est abandonné, rubis (rouge foncé) sur blanc, un indice (8) - 3 lettres - 3 chiffres (8-AAA-001). Les dernières immatriculations attribuées dans l'ancien système ont été 945716 et 982239.
À partir du 7 octobre 2014, toutes les organisations internationales reçoivent dorénavant les mêmes plaques que les citoyens belges (indice 1).
Les dernières immatriculations attribuées pour l'indice 8 ont été :
Voitures: 8-AAV-526, 8-AYA-724 (plaque carrée), 8-AZA-461 (petite plaque)
Motos : 8-MAB-375
Remorques : 8-QAA-099, 8-QYA-004 (plaque carrée)

### Institutions européennes

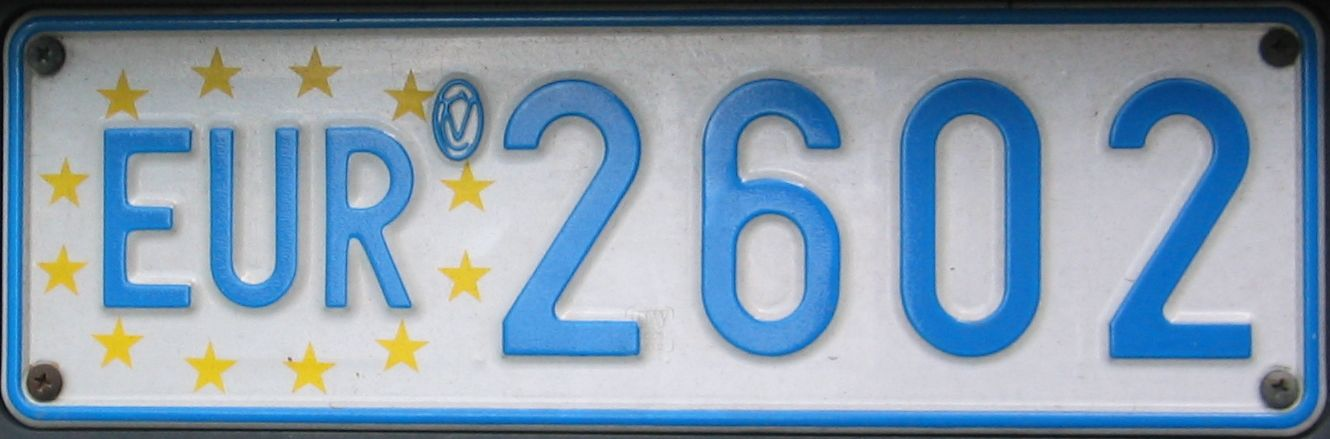
Plaque belge pour le personnel de l'Union européenne

Le personnel des institutions de l'Union européenne situées en Belgique pouvaient demander une plaque spéciale bleu clair avec les lettres EUR sur la gauche dans un cercle d'étoiles jaunes.
À partir du 16 novembre 2010, l'usage du bleu est abandonné, le rubis (rouge foncé) sur blanc est utilisé, avec l'indice (8) - 3 lettres - 3 chiffres (8-AAA-001).
À partir du 7 octobre 2014, toutes les organisations internationales reçoivent dorénavant les mêmes plaques que les citoyens belges (indice 1), y compris lorsque la case « plaque spéciale », qui existe toujours sur le formulaire de demande, est cochée.

### Eurocontrol
Le personnel d'Eurocontrol pouvait utiliser des plaques avec de caractères bleus portant trois chiffres suivis par les lettres EURO.
À partir du 16 novembre 2010, l'usage du bleu est abandonné, rubis (rouge foncé) sur blanc, un indice (8) - 3 lettres - 3 chiffres (8-AAA-001).
À partir du 7 octobre 2014, toutes les organisations internationales reçoivent dorénavant les mêmes plaques que les citoyens belges (indice 1).

### Plaques commerciales (plaques marchand et plaques essai)

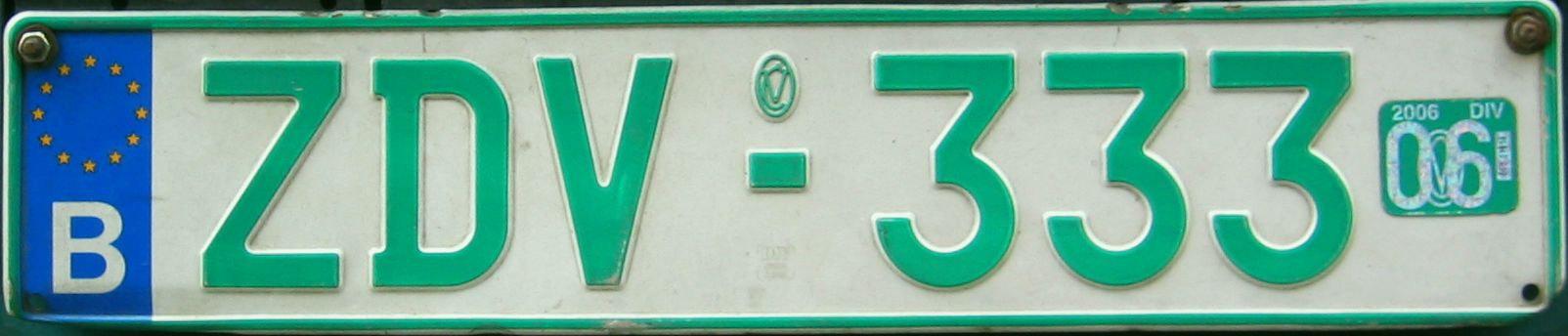
Plaque commerciale

Les plaques commerciales ont 3 lettres et 3 chiffres ou depuis 25 juin 2008 : 3 chiffres, 3 lettres, verts sur fond blanc. À droite figure un millésime. Il y a deux types de plaques commerciales avec des conditions d'acquisition et d'utilisation différentes : Les plaques essai commencent par ZZ (ZZA-001 ou 001-ZZA), les plaques marchand commencent par Z (ZAA-001 ou 001-ZAA).
À partir du 16 novembre 2010, l'usage du vert est conservé, un indice (1 à 7) - 3 lettres - 3 chiffres (1-ZZA-001) pour les plaques essai et (1-ZAA-001) pour les plaques marchand. Les dernières immatriculations attribuées dans l'ancien système ont été ZEM-420 et 579-ZZC.
Elles peuvent passer d'un véhicule à un autre sans démarche administrative, sous certaines conditions. Ces plaques sont réservées à certains types d'entreprises (notamment liées au secteur automobile) ou services publics, leur délivrance est soumise à des quotas selon la taille de l'entreprise.
Jusqu'à il y a quelques années[Quand ?], les plaques commerciales étaient bon marché. Les concessionnaires en avaient beaucoup, et ces plaques étaient utilisées comme des plaques ordinaires par leurs amis ou relations, leur permettant de payer moins de taxes. La loi a changé, les plaques commerciales sont devenues beaucoup plus chères et la police effectue plus de contrôles. En conséquence, les abus et le nombre de plaques commerciales en circulation ont diminué.

### Plaques personnalisées
Dans l'ancien système, il était possible de réserver un numéro de plaque personnalisé, à six ou cinq signes. En juin 2008, une telle réservation coûtait minimum 620 € pour une plaque de 6 signes. Certaines combinaisons de signes étaient interdites (sigles de partis politiques, respect des conventions liées au type d'immatriculation).
Avec le modèle européen (à partir du 16 novembre 2010) la personnalisation coûte désormais 1 030 € et est précédée du chiffre 9.
Depuis le 31 mars 2014, la combinaison des plaques personnalisées a été totalement libérée dans le cadre du "Plan Touwaide" :

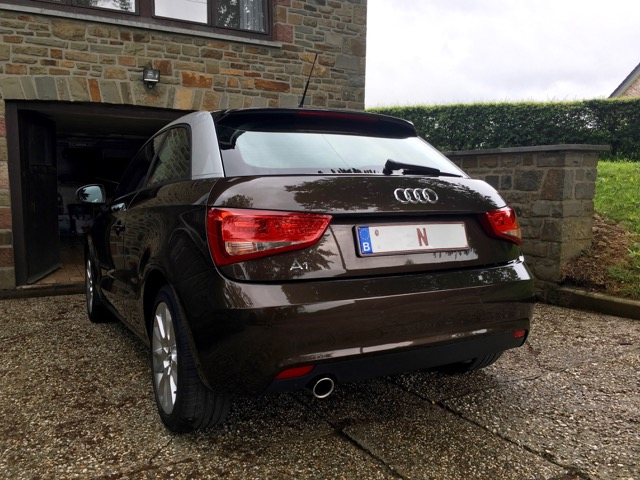
Photo d'une plaque d'immatriculation personnalisée belge à 1 caractère

- Photo d'une plaque d'immatriculation personnalisée belge à 1 caractèreL'immatriculation est de 1 à 8 caractères maximum, avec au moins une lettre. Toutes les combinaisons sont possibles – sauf uniquement des chiffres –, à l'exception des immatriculations commençant par A, E, P et CD et des combinaisons normales à 7 caractères.
- L'indice 9 des plaques personnalisées est supprimé, et remplacé en première position sur la plaque par le sceau « CV » (circulation/verkeer) de la DIV (nl).
- Les plaques personnalisées pour les véhicules sous statut ancêtre disposeront d'un autocollant « OLDTIMER » rouge marquant leur statut, la lettre O n'étant plus obligatoire dans ce cas.

En novembre 2015, le coût des plaques personnalisées est passé à 2 000 €, par arrêté royal du 11 septembre 2015.
Après une baisse de la demande, le gouvernement belge annonce en septembre 2017, que le prix des plaques personnalisées est ramené à 1 000 €.

### Lettres ou séries interdites dans les immatriculations
À partir du 10 février 2014 la lettre O a été exclue des immatriculations, les dernières séries à avoir utilisé cette lettre ont été : GGO, MLO, QEO, ZZO ainsi que la série G-LBO pour les véhicules agricoles.
À partir du 3 juin 2014, ce sont les lettres I, M, Q et W qui ont été exclues à leur tour. Les dernières séries à avoir utilisé ces lettres ont été GWZ, GXI, GXM, GXQ, OBQ, OBI, OBM, OBW, ZAI, ZAM, ZAQ, ZAM, ZAW et ZZI pour les voitures, MLQ, MLW, MMI et MMN pour les motos (la lettre M est restée utilisée en première lettre durant quelques semaines) QDW, QEI, QEM, QEQ pour les remorques (la lettre Q est restée utilisée en première lettre durant quelques semaines) ainsi que G-LAQ, G-LBI, G-LBM, G-LBW, G-LYI, G-LYM, G-LYQ et G-LYW pour les véhicules agricoles.
Toutefois, certaines séries ont été utilisées par erreur alors que les lettres étaient exclues: S-AAI, S-BAI pour les scooters CYQ pour les voitures avec plaque carrée et Q-AAQ pour les remorques.
À partir de septembre 2017 les lettres M, Q et W sont de nouveau utilisées dans les immatriculations normales (les premières séries attribuées étant TAM, TAQ et TAW) et les lettres I et O, quant à elles, sont utilisées exclusivement dans les immatriculations personnes en transit et export, avec celles ci.
De très nombreuses séries de lettres dans les immatriculations n'ont pas été utilisées en raison de leur caractère offensant, insultant (que ce soit en français, anglais, allemand ou néerlandais), sexuel, politique (sigles des partis politiques actuels en Belgique - sauf pour la série PKK qui est la seule concernant un parti politique étranger) ou religieux . Ces non attributions concernent tous les types de plaques.
A la date d'aout 2020, il s'agit des séries AAP, AAS, AEL, ALA, ANE, ASS, BEB, BIT, BSP, BUB, BWP, BYT, CAP, CDF, CDH, CDV, CON, CSP, CUL, CUT, CVP, DCD, DIK, DOM, FAG, FDF, FOK, FOL, FOU, FUC, FUK, GAT, GAY, GEK, GOD, HIV, HOL, KAK, KKQ, KUL, KUT, LAF, LDD, LSP, LUL, MAS, MCC, MDP, MOR, MOU, NVA, PDB, PET, PFF, PJU, PKK, PRL, PSB, PSC, PSL, PTB, PUE, PUT, PVV, PYK, PYN, PYP, PYS, SEX, SPA, SUL, TAK, TET, TIT, VCD, VIH, VLD, VNV, ZAC et ZAK.
Toutefois et de manière curieuse, certaines séries qui normalement n'auraient pas du être utilisées ont été émises : AVN, BCP, BID, BIL, BIQ, CHI, DIQ, EVN, FAT, FBA, FLN, FUQ, FVN, GAD, GAG, GAI, GAS, GAZ, GIF, GVN, PUA, RAL, RAT et ZAT. La série FAT n'est toutefois plus utilisée aujourd'hui pour les plaques export.
D'autres séries n'ont pas été utilisées pour une raison inconnue : ALI, BOY, CUB, HJN, JEK, KKY, KKZ, PYT, SLN et VMO.
La série III n'a pas été utilisée dans les séries transit et export en raison de la confusion avec le chiffre 1.

### Immatriculations non attribuées[21]
À partir de 2012, outre les séries qui n'ont pas été attribuées citées ci dessus, des plages d'immatriculations, parfois entières, n'ont pas été attribuées parfois pour des raisons inconnues, probablement à la suite d'erreurs informatiques ou administratives. Certaines ont cependant été attribuées par la suite, parfois plusieurs années après:
1-AZG-102 à 1-AZG-201 (attribuées par la suite)
1-FDG-001 à 1-FDG-100
1-GLA-001 à 1-GLZ-999 (non attribuées en raison de la confusion possible avec les immatriculations des véhicules agricoles)
1-GXT-003 à 1-GXX-008
1-HEN-001 à 1-HEN-500
1-HEV-605 à 1-HEX-400
1-JBA-201 à 1-JBZ-999
1-JCB-202 à 1-JDZ-999
1-JLS-002 à 1-JLV-999 (attribuées par la suite)
1-JSA-001 à 1-JSA-400
1-LJA-001 à 1-LJH-999
1-MMP-001 à 1-MMZ-999 (non attribuées en raison de la suppression de la lettre M dans les immatriculations normales)
1-MNN-001 à 1-MNN-999
1-OBQ-500 à 1-OBQ-999 (non attribuées en raison de la suppression de la lettre Q dans les immatriculations normales)
1-USG-018 à 1-UUH-999
1-ZUA-334 à 1-ZUA-400
1-ZZK-901 à 1-ZZL-002 (attribuées par la suite)
1-ZZU-661 à 1-ZZU-700
CD-YA 213 à CD-YA 300
G-LXN-564 à G-LXN-700
G-LYC-103 à G-LYC-402 (attribuées par la suite)
G-LYY-375 à G-LYZ-999 (attribuées par la suite)
O-MAR-001 à O-MAR-999
O-MAT-001 à O-MAV-999
O-SUA-001 à O-SUA-100
OSBD 201 à OSBD 299
SPAN 001 à SPAN 051
SPAZ 662 à SPAZ 999
SUAP 501 à SUAQ 999
T-XAF-164 à T-XAF-403